# Jhalawar (huyện)
Huyện Jhalawar là một huyện thuộc bang Rajasthan, Ấn Độ. Thủ phủ huyện Jhalawar đóng ở Jhalawar. Huyện Jhalawar có diện tích 6219 ki lô mét vuông. Đến thời điểm năm 2001, huyện Jhalawar có dân số 1180342 người.